# Justine Braisaz-Bouchet
Justine Braisaz-Bouchet (* 4. Juli 1996 in Albertville als Justine Braisaz) ist eine französische Biathletin. Sie wurde 2022 Olympiasiegerin im Massenstart und 2024 dreifache Weltmeisterin.

## Sportliche Laufbahn

### Jugend- und Juniorenbereich (bis 2014)
Braisaz-Bouchet wuchs im wintersportgeprägten Alpendépartement Savoyen auf und stand mit fünf Jahren erstmals auf Skiern. 2012 begann sie mit dem Biathlonsport, nachdem sie zuvor bereits mehrere Jahre Skilanglauf trainiert hatte; im selben Jahr wurde sie französische U16-Meisterin in beiden Disziplinen. Ihr Heimatverein ist der Club des Sports Les Saisies, dem auch die etwa gleichaltrige Julia Simon angehört, die später ebenfalls in den französischen Nationalkader aufstieg. Bei ihrem internationalen Debüt, den Jugendweltmeisterschaften 2013 in Obertilliach, belegte Braisaz-Bouchet mit vielen Schießfehlern die Ränge 46 (im Einzel) und 71 (im Sprint), zählte aber in beiden Wettkämpfen zu den sechs schnellsten Läuferinnen des 90-köpfigen Teilnehmerinnenfeldes. Bei den Juniorenweltmeisterschaften im folgenden Jahr lief sie auf der Strecke Bestzeiten und belegte als bestes Ergebnis den fünften Platz mit zwei Schießfehlern im Sprint, den die Russin Jewgenija Pawlowa gewann.

### Aufstieg in die Weltspitze (2014 bis 2018)

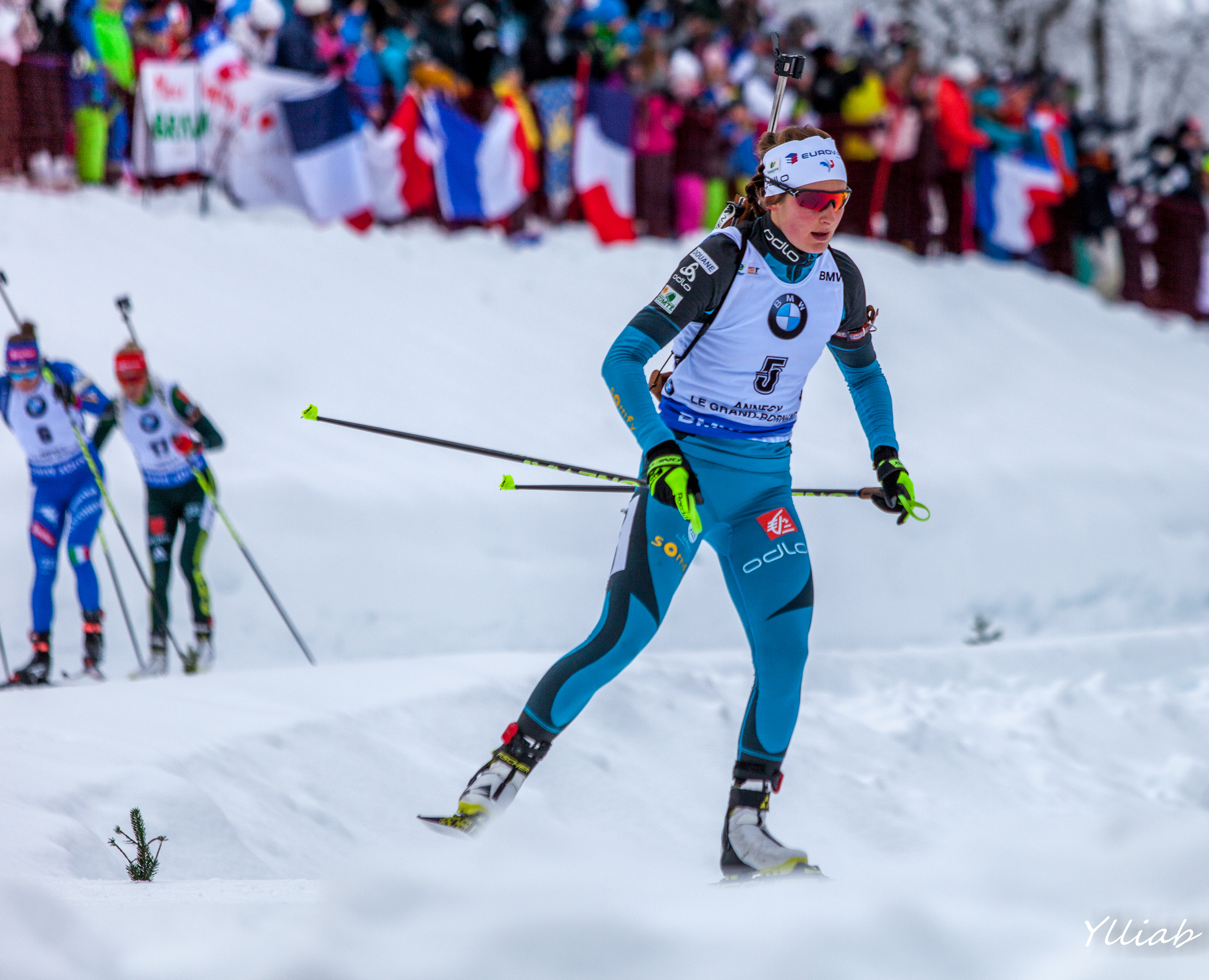
Braisaz-Bouchet beim Massenstart von Annecy 2017, bei dem sie erstmals im Weltcup gewann

Im Januar 2014 erhielt Braisaz-Bouchet mit 17 Jahren ihre ersten Einsätze im IBU-Cup, der zweithöchsten Wettkampfserie im Erwachsenenbereich. Als 27. des Sprintrennens von Ridnaun gewann sie dabei auf Anhieb Punkte. Noch im gleichen Kalenderjahr belegte sie in Beitostølen zum Auftakt des IBU-Cups 2014/15 die Plätze sechs und zwei, jeweils mit Laufbestzeit. Da Anaïs Chevalier aus dem französischen A-Kader die Saison mit Rückenschmerzen frühzeitig abbrechen musste, rückte Braisaz-Bouchet im Dezember 2014 in das sechsköpfige französische Weltcupteam auf. In der Mannschaft um die erfahrenen WM-Medaillengewinnerinnen Marie Dorin-Habert und Anaïs Bescond war die 18-jährige Braisaz-Bouchet die mit Abstand jüngste Athletin. Gleich bei ihrem Weltcupdebüt im Sprint von Hochfilzen platzierte sie sich als 17. in den Punkterängen und wurde zweitbeste Französin des Wettkampfs. In der sich anschließenden Staffel nahm sie das Rennen in Führung liegend auf, schoss dann aber die einzige Strafrunde der vier Läuferinnen und fiel zurück, die Staffel belegte letztlich Rang acht. Im weiteren Verlauf der Saison verbesserte Braisaz-Bouchet ihre beste Einzelplatzierung auf einen 14. Rang und stand zweimal mit der Staffel auf dem Podest – darunter auch bei den Weltmeisterschaften 2015 in Kontiolahti, wo sie mit Bescond, Enora Latuillière und Dorin-Habert die Silbermedaille gewann (und dabei erneut eine Strafrunde schoss). Am Ende ihres ersten Weltcupwinters war Braisaz-Bouchet 51. im Gesamtweltcup und eine der zehn schnellsten Athletinnen im gesamten Feld. Ihre Trefferquote war dafür mit 71 Prozent die geringste im französischen Team.
In den folgenden Jahren steigerte Braisaz-Bouchet ihre Leistungen in beiden Teildisziplinen: 2016/17 traf sie über die Saison gesehen 80 Prozent ihrer Schüsse in Weltcuprennen und lief knapp fünf Prozent bessere Laufzeiten als ihre Konkurrentinnen, womit sie (hinter den Finninnen Kaisa Mäkäräinen und Mari Laukkanen sowie Gesamtweltcupsiegerin Laura Dahlmeier) die viertschnellste Biathletin im Weltcup war. Nachdem sie mit der Staffel im Januar 2016 ihren ersten Weltcupsieg gefeiert hatte, erreichte sie im Sprint auf der Pokljuka im Dezember des gleichen Jahres erstmals das Podium eines Einzelrennens: Als Zweite hatte sie lediglich 3,5 Sekunden Rückstand auf Dahlmeier, die wie sie fehlerfrei geblieben war. Mit weiteren Podestplatzierungen stand sie am Saisonende 2016/17 auf Rang sechs des Gesamtweltcups, zwei Plätze hinter Marie Dorin-Habert und einen Platz vor Anaïs Chevalier. Zu Beginn des Winters 2017/18 trug Braisaz-Bouchet für eine Woche das Gelbe Trikot der Weltcupführenden, nachdem sie beim Saisonauftakt in Östersund zweimal Zweite geworden war. Kurz danach entschied sie beim Heimweltcup von Annecy im Dezember 2017 den Massenstart und somit ihr erstes Rennen in der höchsten Wettkampfserie für sich, wobei sie genügend Vorsprung auf die zweitplatzierte Iryna Kryuko hatte, um vor der Ziellinie eine französische Flagge anzunehmen.
Nach acht Top-Ten-Ergebnissen in den ersten zehn Weltcups des Winters 2017/18 und ihrem ersten Weltcupsieg stand die als Medaillenhoffnung geltende Braisaz-Bouchet im Vorfeld der Olympischen Winterspiele von Pyeongchang zunehmend im Fokus der französischen Öffentlichkeit. Sie selbst hatte zu Beginn der olympischen Saison erklärt, dass die Spiele für sie nicht die Bedeutung hätten, wie andere Athleten sie vermittelten: Sie habe „natürlich“ das klare Ziel, Olympiasiegerin zu werden, letztlich sei es aber nicht der Erfolg bei einem einzelnen Ereignis, der eine Karriere definieren solle. Bei den olympischen Wettbewerben knüpfte sie nicht an ihre Ergebnisse vom Saisonbeginn an: Im Sprint konnte sie als Zehnte ihr bestes Einzelergebnis erzielen, in den anderen Rennen war sie zwischen den Rängen 20 und 55 platziert. Lediglich in der Staffel gewann Braisaz-Bouchet gemeinsam mit Chevalier, Dorin-Habert und Bescond (die als einzige Französin eine Einzelmedaille holte) Bronze, dies war nach WM-Silber- und Bronzemedaillen von 2015, 2016 und 2017 das vierte Mal in Folge, dass sie mit ihrer Mannschaft bei einem Großereignis auf dem Podest stand. Nach den Olympischen Spielen verpasste Braisaz-Bouchet aus gesundheitlichen Gründen den Großteil der restlichen Saison.

### Schwankende Ergebnisse (2018 bis 2021)

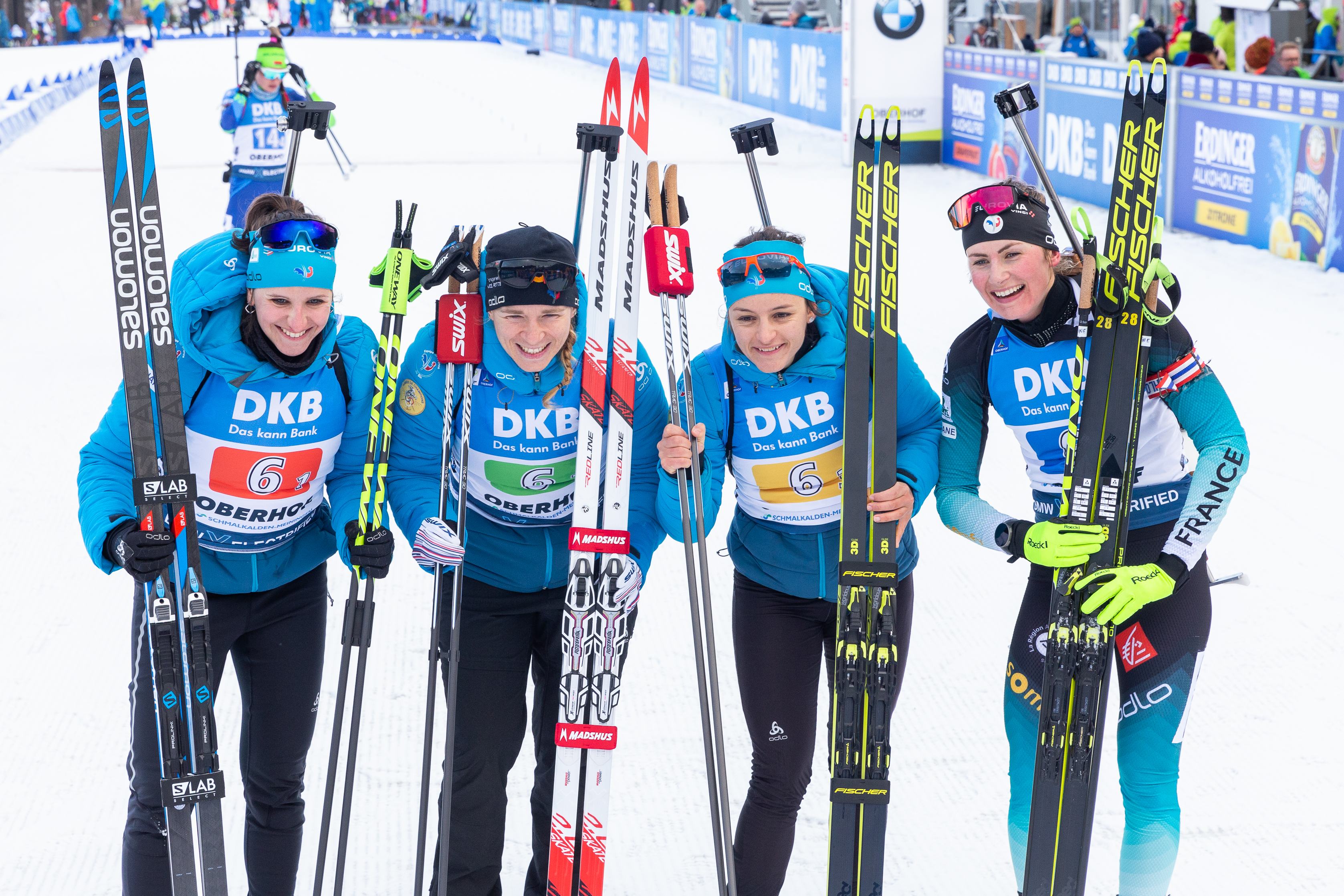
Braisaz-Bouchet (r.) mit ihren Mannschaftskolleginnen Julia Simon, Anaïs Bescond und Célia Aymonier nach der Weltcupstaffel in Oberhof 2020

Die französische A-Mannschaft für den Biathlon-Weltcup 2018/19 umfasste nach dem Karriereende Marie Dorin-Haberts nur noch drei Athletinnen: neben Braisaz-Bouchet noch Anaïs Bescond und Anaïs Chevalier. Um die sechs Startplätze zu füllen, die dem französischen Verband zustanden, erhielten auch andere Sportlerinnen aus dem B-Kader Einsätze im Weltcup. Julia Simon – Braisaz-Bouchets Vereinskollegin aus der Jugend – und Célia Aymonier zeigten dabei deutlich konstantere Leistungen als Braisaz-Bouchet, die zwar beim Weltcupauftakt auf der Pokljuka Sprintdritte wurde, aber in sechs der ersten zehn Weltcuprennen die Punkteränge (d. h. die vorderen 40 Plätze) verpasste. Stéphane Bouthiaux, neuer Direktor für Biathlon und Skilanglauf im französischen Skiverband, warf ihr mentale Schwäche und mangelnde Strukturiertheit im Training vor. Der seit 2018 die Damenmannschaft betreuende Frédéric Jean äußerte diesbezüglich, Braisaz-Bouchet sei zwar „fähig zu brillieren“, aber zu wenig verlässlich. Bei der Nominierung für die Weltmeisterschaften in Östersund gab das Trainerteam aufgrund der Vorergebnisse Simon und Aymonier den Vorzug ihr gegenüber; Braisaz-Bouchet rückte als Ersatzläuferin nur nach, da Anaïs Bescond krankheitsbedingt ausfiel. Im Sprint erreichte sie als 60. mit fünf Fehlschüssen eines ihrer schlechtesten Saisonergebnisse. Wenige Tage später traf sie im 15-Kilometer-Einzelrennen 19 von 20 Scheiben und gewann als Dritte die einzige Medaille für das französische Frauenteam bei der WM. Im Gesamtweltcup war Braisaz-Bouchet als 26. so weit hinten platziert wie zuletzt in ihrer Debütsaison, lag aber in etwa gleichauf mit ihren vier Teamkolleginnen, die Ränge zwischen 20 und 24 einnahmen.
Im Dezember 2019 entschied Braisaz-Bouchet – wiederum in Östersund in einem 15-Kilometer-Wettkampf, dieses Mal nach einem 83. Rang im Sprint – das zweite Einzel-Weltcuprennen ihrer Karriere für sich. Trotz zweier Schießfehler lag sie im Endklassement elf Sekunden vor der Ukrainerin Julija Dschyma, die ohne Fehlschuss geblieben war. In der Folge stabilisierte sich Braisaz-Bouchet und beendete alle weiteren Weltcuprennen in den Punkterängen. Schießtrainer Franck Badiou erklärte zu Beginn der Saison, sie habe zwar keine „phänomenale Konzentrationsfähigkeit“, was Bestwerte im Schießen verhindere, sie beginne aber realistischer einzuschätzen, was sie erreichen könne. Am Ende des Winters nahm sie den neunten Platz im Gesamtweltcup ein, wenige Punkte hinter Julia Simon, die in der Saison ihren ersten Weltcupsieg feiern konnte. Während der Saison und auch während des Großteils der vorherigen Winter erhielt Braisaz-Bouchet regelmäßige Staffeleinsätze und konnte sowohl mit der Frauenmannschaft als auch mit der Mixed-Staffel weitere Weltcuprennen gewinnen. 2020/21 stand sie erstmals seit fünf Jahren in keinem Weltcup-Einzelrennen auf dem Podest und verlor bei den Weltmeisterschaften auf der Pokljuka ihren Platz in der französischen Frauenstaffel (mit der sie im restlichen Verlauf des Winters je zwei zweite und zwei dritte Plätze erreichte). In der Gesamtweltcupwertung belegte sie mit regelmäßigen Top-20-Platzierungen Rang 15 und war damit die drittbeste Französin.

### Olympiasieg und drei Weltmeistertitel (seit 2021)
Im Winter 2021/22 gewann Braisaz-Bouchet die olympische Goldmedaille im Massenstart, feierte zwei Weltcupsiege in Einzelrennen und entschied die Massenstart-Gesamtwertung der Wettkampfserie für sich. Diese Erfolge verdankte sie insbesondere ihren konstant guten Laufleistungen: In 11 von 22 Einzel-Weltcuprennen hatte sie die schnellste Skizeit, über die Saison gesehen war sie gemeinsam mit Elvira Öberg die stärkste Biathletin in dieser Teildisziplin. Ihre Ergebnisse blieben dabei wegen wechselhafter Schießleistungen unbeständig. Bei den olympischen Biathlonrennen von Peking belegte sie zunächst die Plätze 40 und 48 in Einzel und Sprint, ehe sie beim finalen Massenstart die Goldmedaille vor Tiril Eckhoff gewann. Bei ihrem als unerwartet eingeschätzten Olympiasieg profitierte Braisaz-Bouchet auch von wechselhaften Windbedingungen: Vor dem dritten Schießen hatte sie auf die Spitze deutlichen Rückstand von mehr als einer Minute, den sie aufholen konnte, weil die Führenden wegen einer Böe viel Zeit am Schießstand verloren. Braisaz-Bouchet verfehlte in den letzten beiden Schießeinlagen insgesamt nur eine Scheibe, hatte auf der Schlussrunde einen klaren Vorsprung und überquerte die Ziellinie mit der französischen Flagge in der Hand. Neben ihrem olympischen Erfolg gewann sie im Weltcup von Antholz das 15-Kilometer-Rennen und beim Saisonfinale am Osloer Holmenkollen den Massenstart. Damit gewann sie zugleich die Massenstart-Disziplinenwertung mit einem Vorsprung von zwei Punkten auf Elvira Öberg.
Aufgrund ihrer Schwangerschaft nahm Justine Braisaz-Bouchet in der Saison 2022/23 nicht an Wettkämpfen teil. Bei ihrer Rückkehr in den Weltcup entschied sie im Dezember 2023 drei Rennen in der Lenzerheide – Sprint, Verfolgung und Massenstart – für sich. Sie übernahm damit vorübergehend die Führung in der Gesamtwertung der Wettkampfserie, die sie bis Mitte Januar behielt. In diesen Wochen feierte Braisaz-Bouchet einen weiteren Weltcupsieg im Sprint von Oberhof. Zum Saisonende triumphierte sie außerdem im Sprint von Soldier Hollow. Als Vierte des Gesamtweltcups erreichte sie in dieser Wertung ihr bis dahin bestes Resultat. Läuferisch war sie 2023/24 hinter Anamarija Lampič die zweitschnellste Biathletin im Weltcup. Bei den Weltmeisterschaften 2024 in Nové Město na Moravě gewann Braisaz-Bouchet fünf Medaillen, darunter drei goldene in der Mixed-Staffel, in der Frauenstaffel sowie im Massenstart. Bei ihrem Sieg im Massenstart traf sie mit allen 20 Schüssen und hatte einen Vorsprung von mehr als einer halben Minute auf die zweitplatzierte Lisa Vittozzi. Zudem gewann Braisaz-Bouchet in Nové Město die Silbermedaille im Sprint sowie Bronze in der Verfolgung. In einem Interview nach den Weltmeisterschaften sagte sie, während ihrer Schwangerschaft und der einjährigen Wettkampfpause sei ihr Selbstvertrauen gewachsen. Sie fühle sich zudem besser in der Lage, ihre Emotionen zu kontrollieren und gezielt zu nutzen.

## Persönliches und Einschätzungen
Braisaz-Bouchet wuchs als mittlere von drei Schwestern mit ihren Eltern – Kuhhaltern und Käseherstellern – in der Nähe von Hauteluce auf und verbrachte den Großteil der Sommer ihrer Kindheit in einer Berghütte ohne fließendes Wasser und Elektrizität. In einem Interview mit dem französischen Magazin L’Express betonte sie 2017, sie fühle sich immer noch mehr dem bäuerlichen Leben verbunden als dem einer Sportlerin (im Original: „Je me sens plus paysanne que sportive“). Zwar sei sie glücklich, mit dem Biathlon eine Sportart auszuüben, die sie emotional ausfülle; ihr sei aber klar, dass es wichtigere Dinge und ein „wahres Leben“ neben dem Sport gebe. Sie habe ein Problem mit Athleten, die sich zu ernst nähmen. Aus diesem Grund kritisierte sie auch die Überhöhung der Bedeutung der Olympischen Spiele.
Ihr Baccalauréat scientifique (in etwa: Abitur mit naturwissenschaftlichem Schwerpunkt) legte Braisaz-Bouchet in Moûtiers ab. Sie begann zunächst ein Fremdsprachen-, dann ein Biologiestudium in Grenoble, konnte diese aber neben dem Biathlonsport nicht intensiv verfolgen. Seit 2015 ist sie Mitglied des französischen Zoll-Ski-Teams.
Ihre damalige Teamkollegin Marie Dorin-Habert betonte 2018, dass Braisaz-Bouchet „schwer fassbar“ sei, gleichzeitig nachdenklich, aber auch „wild und spontan“; man müsse ihr Zeit zur Entwicklung geben. Anaïs Bescond beschrieb ihre Mannschaftskameradinnen Braisaz-Bouchet und Chevalier-Bouchet als „einzelkämpferisch und fleißig“ (im Original: „individualistes et travailleuses“). Die etwa gleichaltrige Julia Simon, deren Karriere zunächst parallel mit der von Braisaz-Bouchet verlief, die aber erst Jahre nach ihr in den A-Kader berufen wurde, gab 2020 an, es sei schwierig gewesen, immer mit der zunächst erfolgreicheren Vereinskameradin verglichen zu werden: Es habe anfangs den Anschein gemacht, als sei „alles einfach für sie“ gewesen. Sie seien zwar nicht eng befreundet, schätzten sich aber.
Im Juli 2023 berichtete die L’Équipe, dass Braisaz-Bouchet Simon vorwarf, ihre Kreditkarte im vorangegangenen Sommer illegal genutzt zu haben, und ihre Teamkollegin angezeigt hatte. Simon bestritt die Betrugsvorwürfe und bereitete sich weitgehend alleine auf die Saison 2023/24 vor. Braisaz-Bouchet sagte im Oktober 2023, sie wolle private Angelegenheiten vom Sportlichen trennen. Sowohl sie als auch Simon gehörten im folgenden Winter zu den international erfolgreichsten Biathletinnen. Bei den Weltmeisterschaften 2024 gewannen beide Sportlerinnen – neben Titeln in Einzelrennen – gemeinsam die Goldmedaillen in der Staffel und in der Mixed-Staffel.
Im Sommer 2020 heiratete Justine Braisaz, gab aber weder die Hochzeit noch die Identität ihres Partners in der Öffentlichkeit bekannt. Die Ehe wurde nur aufgrund der Änderung ihres Namens zu Braisaz-Bouchet in den Datenbanken der IBU und des Französischen Skiverbandes bekannt. Ihr Ehemann und der ihrer Teamkollegin Anaïs Chevalier-Bouchet, die ihren Namen zum selben Zeitpunkt änderte, sind nicht miteinander verwandt.
Im Februar 2023 wurde Braisaz-Bouchet Mutter einer Tochter.

## Statistiken

### Weltcupsiege
| Nr. | Datum         | Ort              | Disziplin             |
| --- | ------------- | ---------------- | --------------------- |
| 1.  | 17. Dez. 2017 | Le Grand-Bornand | Massenstart (12,5 km) |
| 2.  | 5. Dez. 2019  | Östersund        | Einzel (15 km)        |
| 3.  | 21. Jan. 2022 | Antholz          | Einzel (15 km)        |
| 4.  | 20. März 2022 | Oslo             | Massenstart (12,5 km) |
| 5.  | 14. Dez. 2023 | Lenzerheide      | Sprint (7,5 km)       |
| 6.  | 16. Dez. 2023 | Lenzerheide      | Verfolgung (10 km)    |
| 7.  | 17. Dez. 2023 | Lenzerheide      | Massenstart (12,5 km) |
| 8.  | 5. Jan. 2024  | Oberhof          | Sprint (7,5 km)       |
| 9.  | 8. März 2024  | Soldier Hollow   | Sprint (7,5 km)       |
| 10. | 20. Dez. 2024 | Le Grand Bornand | Sprint (7,5 km)       |

| Nr. | Datum         | Ort        | Disziplin      |
| --- | ------------- | ---------- | -------------- |
| 1.  | 24. Jan. 2016 | Antholz    | Staffel 1      |
| 2.  | 7. Jan. 2018  | Oberhof    | Staffel 2      |
| 3.  | 2. Dez. 2018  | Pokljuka   | Mixedstaffel 3 |
| 4.  | 19. Jan. 2019 | Ruhpolding | Staffel 4      |
| 5.  | 25. Jan. 2020 | Pokljuka   | Mixedstaffel 5 |
| 6.  | 5. Dez. 2021  | Östersund  | Staffel 6      |
| 7.  | 14. Jan. 2022 | Ruhpolding | Staffel 7      |
| 8.  | 25. Nov. 2023 | Östersund  | Mixedstaffel 8 |
| 9.  | 7. Jan. 2024  | Oberhof    | Staffel 9      |

### Biathlon-Weltcup-Platzierungen
Die Tabelle zeigt alle Platzierungen (je nach Austragungsjahr einschließlich Olympische Spiele und Weltmeisterschaften).
- 1.–3. Platz: Anzahl der Podiumsplatzierungen
- Top 10: Anzahl der Platzierungen unter den ersten zehn (einschließlich Podium)
- Punkteränge: Anzahl der Platzierungen innerhalb der Punkteränge (einschließlich Podium und Top 10)
- Starts: Anzahl gelaufener Rennen in der jeweiligen Disziplin
- Staffel: inklusive Mixed- und Single-Mixed-Staffeln

| Platzierung               | Einzel | Sprint | Verfolgung | Massenstart | Staffel | Gesamt |
| ------------------------- | ------ | ------ | ---------- | ----------- | ------- | ------ |
| 1. Platz                  | 2      | 3      | 1          | 3           | 9       | 18     |
| 2. Platz                  |        | 5      | 2          |             | 10      | 17     |
| 3. Platz                  | 1      | 2      | 2          |             | 11      | 16     |
| Top 10                    | 6      | 24     | 17         | 11          | 48      | 106    |
| Punkteränge               | 16     | 61     | 51         | 33          | 49      | 210    |
| Starts                    | 23     | 75     | 54         | 34          | 50      | 236    |
| Stand: Saisonende 2023/24 |        |        |            |             |         |        |

### Olympische Winterspiele
|                                             | Einzelwettbewerbe | Einzelwettbewerbe | Einzelwettbewerbe | Einzelwettbewerbe | Staffelwettbewerbe | Staffelwettbewerbe |
| Sprint                                      | Verfolgung        | Einzel            | Massenstart       | Frauenstaffel     | Mixedstaffel       |                    |
| ------------------------------------------- | ----------------- | ----------------- | ----------------- | ----------------- | ------------------ | ------------------ |
| Olympische Winterspiele 2018 \| Pyeongchang | 10.               | 34.               | 55.               | 20.               | 3.                 | –                  |
| Olympische Winterspiele 2022 \| Peking      | 48.               | DNS               | 40.               | 1.                | 6.                 | –                  |

### Biathlon-Weltmeisterschaften
|                                               | Einzelwettbewerbe | Einzelwettbewerbe | Einzelwettbewerbe | Einzelwettbewerbe | Staffelwettbewerbe | Staffelwettbewerbe | Staffelwettbewerbe |
| Sprint                                        | Verfolgung        | Einzel            | Massenstart       | Frauenstaffel     | Mixedstaffel       | S.-M.-Staffel      |                    |
| --------------------------------------------- | ----------------- | ----------------- | ----------------- | ----------------- | ------------------ | ------------------ | ------------------ |
| Biathlon-Weltmeisterschaften 2015 Kontiolahti | 33.               | 34.               | 34.               | –                 | 2.                 | –                  | nicht ausgetragen  |
| Biathlon-Weltmeisterschaften 2016 Oslo        | 25.               | 22.               | 16.               | 12.               | 2.                 | –                  | nicht ausgetragen  |
| Biathlon-Weltmeisterschaften 2017 Hochfilzen  | 28.               | 5.                | 48.               | 28.               | 3.                 | –                  | nicht ausgetragen  |
| Biathlon-Weltmeisterschaften 2019 Östersund   | 60.               | DNS               | 3.                | 15.               | 8.                 | –                  | –                  |
| Biathlon-Weltmeisterschaften 2020 Antholz     | 32.               | 37.               | 19.               | 22.               | 14.                | 7.                 | –                  |
| Biathlon-Weltmeisterschaften 2021 Pokljuka    | 25.               | 30.               | 63.               | 28.               | –                  | –                  | –                  |
| Biathlon-Weltmeisterschaften 2024 Nové Město  | 2.                | 3.                | 7.                | 1.                | 1.                 | 1.                 | –                  |
| Biathlon-Weltmeisterschaften 2025 Lenzerheide | 1.                | 3.                | 9.                | 10.               | 1.                 | –                  | –                  |